# Nikola Andrić (cầu thủ bóng đá)
Nikola Andrić (Kirin Serbia: Никола Андрић, sinh ngày 23 tháng 5 năm 1992) là một hậu vệ bóng đá Serbia hiện tại thi đấu cho câu lạc bộ Mladost Lučani.

## Sự nghiệp câu lạc bộ

### FO ŽP Šport Podbrezová
Anh ra mắt tại Fortuna Liga cho FO ŽP Šport Podbrezová trước FK Dukla Banská Bystrica ngày 2 tháng 8 năm 2014.